# Вероніка Лангер
Вероніка Лангер (ісп. Verónica Langer; нар. 10 червня 1953, Буенос-Айрес) — мексиканська акторка аргентинського походження.

## Життєпис
Народилася 10 червня 1953 року у Буенос-Айресі. По закінченні школи почала вивчати медицину, але скоро покинула заради акторської майстерності. У 21-річному віці разом з родиною емігрувала до Мексики, де продовжила навчання у Національному інституті витончених мистецтв у Мехіко, тоді ж почавши грати на сцені. 1981 року дебютувала на телебаченні, а три роки по тому й у кіно.
1993 року отримала премію Арієль у категорії Найкраща акторка в епізоді за роль матері Мирослави Штерн у біографічній драмі «Мирослава» з Арієль Домбаль у головній ролі. Наступного року номінувалася на цю премію у категорії Найкраща акторка другого плану за роль у мелодраматичному фільмі «Наречена чекає» (1993). 2010 року знову номінувалася у цій же категорії за роль у комедійній драмі «П'ять днів без Нори» (2009) Маріанни Ченільйо. 2016 року номінувалася на премію Арієль як Найкраща акторка за роль у драмі «Ільда» (2014). 2017 року отримала премію Арієль як Найкраща акторка за роль у фільмі «Благодійність» (2015) Марселіно Ісласа Ернандеса, де зіграла спільно з Хайме Гарса та Адріаною Пас.
Лангер перебувала у шлюбі з мексиканським поетом та письменником Алехандро Аура. У пари народився син Пабло Аура Лангер. Шлюб завершився розлученням.

## Вибрана фільмографія
| Рік       |   | Українська назва                 | Оригінальна назва            | Роль                                            |
| --------- | - | -------------------------------- | ---------------------------- | ----------------------------------------------- |
| 1981      | с | Ганьба                           | Infamia                      | Алісія Ольмедо                                  |
| 1989      | с | Брехати щоб жити                 | Morir para vivir             | Марта                                           |
| 1993      | ф | Мирослава                        | Miroslava                    | Мирослава Бекова де Штерн, мати Мирослави Штерн |
| 1993—1996 | с | Жінка, випадки з реального життя | Mujer, casos de la vida real | різні персонажі                                 |
| 1994      | ф | Наречена чекає                   | Novia que te vea             | Ракель Громан                                   |
| 1996      | с | Марісоль                         | Marisol                      | Кармен Педроса Лопес                            |
| 1996      | с | Тінь іншого                      | La sombra del otro           | Фатіма                                          |
| 1998—1999 | с | Три життя Софії                  | Tres veces Sofía             | Ельза Сіфуентес                                 |
| 2000—2001 | с | Дядько Альберто                  | Tío Alberto                  | Маруха Сотомайор                                |
| 2001      | ф | І твою маму теж                  | Y tu mamá también            | Марія Еухенія Кальєс де Уерта                   |
| 2002      | ф | Злочин падре Амаро               | El crimen de padre Amaro     | Ампаріто                                        |
| 2005—2006 | с | Кохання під охороною             | Amor en custodia             | Алісія                                          |
| 2007      | ф | Неслухняне дівчисько             | Niñas mal                    | мама Гейді                                      |
| 2008      | ф | П'ять днів без Нори              | Cinco días sin Nora          | тітка Леа                                       |
| 2009      | ф | Даніель і Ана                    | Daniel y Ana                 | психологиня                                     |
| 2014      | ф | Ільда                            | Hilda                        | Сусана Есмеральда Мартінес                      |
| 2015      | ф | Благодійність                    | La caridad                   | Анхеліка                                        |
| 2015      | ф | Дерева вмирають стоячи           | Los árboles mueren de pie    | Феліса                                          |
| 2016—2017 | с | Кандидатка                       | La candidata                 | Магда Гомес                                     |
| 2018—2020 | с | Дім квітів                       | La casa de las flores        | Кармела Вільялобос                              |
| 2020—2021 | с | Імперія брехні                   | Imperio de mentiras          | П'єдад Рамірес                                  |
| 2022      | с | Нічия жінка                      | Mujer de nadie               | Марта Ібарра де Ортега                          |

## Нагороди та номінації
Арієль
- 1993 — Найкраща акторка в епізоді (Мирослава).
- 1994 — Номінація на найкращу акторку другого плану (Наречена чекає).
- 2010 — Номінація на найкращу акторку другого плану (П'ять днів без Нори).
- 2016 — Номінація на найкращу акторку (Ільда).
- 2017 — Найкраща акторка (Благодійність).